# Graham Fellows
Pour les articles homonymes, voir Fellows.
Graham Fellows, né à Sheffield (Yorkshire) le 22 mai 1959, est un auteur comique, acteur et chanteur, originaire de Manchester.

## Biographie

### Ses personnages comiques
Alors qu'il était étudiant au Sheffield City Polytechnic, Graham Fellows créa le personnage de Jilted John, un adolescent éconduit par sa petite amie. Fellows réalisa une démo rudimentaire dans laquelle il mit en musique les déboires sentimentaux de son personnage. Son 45 tours humoristique Jilted John fut édité par Rabid Records, un label indépendant de Manchester. Régulièrement diffusé par John Peel sur l'antenne de la BBC, il attira l'attention du label EMI, qui réédita le disque. Le 45 tours atteignit la 4e place des charts britanniques en août 1978, et permit à Graham Fellows d'interpréter son personnage dans l'émission Top of the Pops. Un album entier, réalisé avec le producteur de Joy Division, Martin Hannett, sortit la même année.
Il créa ensuite différents personnages comiques, comme le compositeur et historien du rock Brian Appleton, persuadé que les plus grands groupes ont pillé son répertoire. Graham Fellows interpréta le rôle de Brian Appleton sur les ondes de la BBC et sur scène, notamment en première partie du groupe Belle and Sebastian durant leur tournée britannique en 2001.
Fellows imagina le personnage de John Shuttleworth au début des années 1990, inspiré par les cassettes reçues par l'un de ses amis travaillant dans une maison de disques. Quinquagénaire originaire de Sheffield, ancien agent de sécurité dans une fabrique de confiseries, et toujours accompagné de son clavier Yamaha, Shuttleworth espère percer dans le show business et participer au concours de l'Eurovision avec sa ballade Pigeons in Flight. Deux feuilletons radio écrits par Graham Fellows, The Shuttleworths puis Radio Shuttleworth, furent diffusés par la station BBC Radio 4 ; l'auteur prêta sa voix à tous les personnages de la série. Il apparut sous les traits de John Shuttleworth à la télévision britannique, dans les documentaires parodiques 500 Bus Stops, Europigeon et It's Nice Up North. Fellows campa également le rôle de John Shuttleworth sur scène, il assura notamment la première partie de Blur devant 25 000 spectateurs au Miles End Stadium de Londres en 1996.

### Ses autres rôles
En 1981 Graham Fellows tint le rôle de Paul McCartney dans une pièce musicale rendant hommage à John Lennon, jouée à l'Everyman Theatre de Liverpool. Il apparut à plusieurs reprises dans le soap opera britannique Coronation Street. Fellows interprèta toutes les voix du film d'animation Stage Fright, produit par le studio Aardman Animations en 1997. Il a joué au theatre en 2001 dans la pièce Two de Jim Cartwright et est apparu en tant qu'acteur dans plusieurs séries télévisées dont Coogan's Run, Time Gentlemen Please et Dangerville, ainsi que dans le film Cheeky de David Thewlis.

## Discographie
- Graham Fellows :
  - Men of Oats and Creosote (45 tours, 1979, EMI)
  - Through the Line (45 tours, 1983, Toadstool Records)
  - Love at the Hacienda (LP, 1985, Wicked Frog Records)
- Going Red (accompagné par The Freshies) :
  - Some Boys/I Tune Kevin's Strings (45 tours, 1980, Razz/MCA)
- Jilted John :
  - Going Steady/Jilted John (45 tours, 1978, EMI)
  - True Love/I Was a Pre-pubescent (45 tours, 1978, EMI)
  - The Birthday Kiss/Baz's Party (45 tours, 1978, EMI)
  - True Love Stories (LP, 1978, EMI)
- John Shuttleworth :
  - Swimming With Sharon (45 tours, 1987)
  - The Shuttleworths (cassettes, 1994-2004)
  - Y Reg (CD single, 1996)
  - The Yamaha Years (CD, 1997)
  - Shuttleworth's Showtime! (cassette, 1998)
  - Radio Shuttleworth (cassettes, 1998-2000)
  - Shuttleworth Live (CD, 2000)
  - Blue John (CD, 2001)
  - The Voiceprint Christmas CD (CD, 2001)
  - One Foot In The Gravy - Live (CD, 2001)